# National Health
National Health var en brittisk musikgrupp inom Canterburyscenen. Gruppen var först verksam under åren 1975−1980, och gav under denna tid ut två studioalbum. Gruppen återförenades kortvarigt vid ett par tillfällen under det tidiga 1980-talet och gav då även ut sitt tredje album.
Gruppen bildades av musiker som tidigare hade spelat med band som Egg och Hatfield and the North. Trummisen Bill Bruford, känd från Yes och King Crimson, spelade live med gruppen fram till januari 1977. 

## Diskografi
- National Health, 1978
- Of Queues and Cures, 1978
- D.S. Al Coda, 1982